# Brandon Jefferson
Brandon Jefferson (* 25. November 1991 in Flower Mound, Texas) ist ein US-amerikanischer Basketballspieler. Jefferson war 2014 Spieler des Jahres der zweiten NCAA-Division und begann anschließend seine Laufbahn im Berufsbasketball in Finnland.
2015/16 stand er beim deutschen Erstligisten Phoenix Hagen unter Vertrag, später machte er sich insbesondere in Frankreich einen Namen.

## Werdegang

### NCAA
Jefferson erlangte seinen Schulabschluss in Lewisville (Texas) und ging zum Studium an das Metropolitan State College of Denver in Colorado. Hier spielte er ab 2010 für die Hochschulmannschaft Roadrunners in der Rocky Mountain Athletic Conference (RMAC) der zweiten NCAA-Division. Die Roadrunners gewannen in Jeffersons Zeit 2013 und 2014 ihren zehnten und elften Titel im RMAC-Meisterschaftsturnier, wobei Jefferson beim Finalerfolg 2013 auch zum Most Valuable Player des Turniers ernannt wurde. In der landesweiten Endrunde der zweiten NCAA-Division waren die Roadrunner seit 1998 bis auf eine Ausnahme 2008 beständiger Teilnehmer und erreichten nach dem Viertelfinale Elite Eight 2012 sowohl 2013 als auch 2014 das Final Four dieses Turniers. 2013 verlor der zweimalige Sieger des Wettbewerbs das Endspiel mit einem Punkt Unterschied gegen die Panthers der Drury University aus Springfield (Missouri), nachdem die Roadrunners die meiste Zeit des Spiels teilweise zweistellig in Führung gelegen hatte. Ein Jahr später wurde Jefferson von der Vereinigung der US-amerikanischen Basketballtrainer (NABC) als Spieler des Jahres der zweiten NCAA-Division ausgezeichnet und war damit nach Mark Worthington 2005 der zweite Roadrunner, dem diese Ehre zuteilwurde. Allerdings verloren die Roadrunners 2014 im Halbfinale 2014 gegen den späteren Titelgewinner Central Missouri Mules. Obwohl er nur ein Spieler einer Hochschulmannschaft der zweiten NCAA-Division war, befand sich Jefferson lange Zeit im Kader der Denver Nuggets für die NBA Summer League 2014, der damals von Patrick Mutombo trainiert wurde, selbst Absolvent des Metro State Colleges; letztlich blieb Jefferson aber dann doch ohne Einsatz.

### Berufsbasketball
Nachdem sich Jefferson nicht für Klubs der NBA hatte empfehlen können, wechselte er nach Finnland zu Työväen Palloilijat in die Stadt Kotka. Als Hauptrundenerster verlor die Mannschaft die in der finnischen Meisterschaft die Halbfinalserie knapp in fünf Spielen gegen die Nilan Bisons und sicherte sich im „kleinen Finale“ den dritten Platz. Während Landsmann und Mannschaftskamerad LaMonte Ulmer anschließend einen Vertrag beim deutschen Erstliga-Rückkehrer s.Oliver Würzburg bekam, unterschrieb Jefferson bei dessen Ligakonkurrenten Phoenix Hagen für die Bundesliga-Spielzeit 2015/16. Ulmer erreichte mit den Würzburgern einen Play-off-Platz erreichen, während Jefferson mit den Hagenern nach Punktabzügen wegen Verstößen gegen Lizenzbestimmungen mit dem 13. Platz vorliebnehmen musste. Jefferson bestritt 34 Bundesliga-Einsätze für Hagen und kam auf einen Mittelwert von 13,5 Punkten je Begegnung.
Für die folgende Saison unterschrieb Jefferson einen Vertrag beim slowenischen Rekordmeister KK Union Olimpija aus der Hauptstadt Ljubljana, mit dem er nicht nur in der grenzübergreifenden ABA-Liga, sondern auch im europäischen Wettbewerb EuroCup antrat. Er gewann mit KK Union Olimpija die slowenische Meisterschaft sowie den Pokalwettbewerb.
2017/18 stand Jefferson in Diensten des italienischen Zweitligisten Pallacanestro Trapani und erreichte einen Punktedurchschnitt von 15,7 je Begegnung. Es folgte der Wechsel nach Frankreich zu Orléans Loiret Basket. Er wurde in Frankreich als bester Spieler der Saison 2018/19 in der zweiten Liga des Landes ausgezeichnet, nachdem er im Schnitt je Begegnung 16,5 Punkte erzielt und 5,4 Korbvorlagen geleistet hatte. Damit verhalf er Orléans zum Aufstieg in die höchste Spielklasse Frankreichs, die Ligue Nationale de Basket (LNB ProA). In dieser war er im Spieljahr 2019/20 ebenfalls ein Leistungsträger der Mannschaft und brachte es auf durchschnittlich 16,2 Punkte je Einsatz. Der als entscheidungsfreudig und wurfstark beschriebene Jefferson schloss sich im August 2020 dem französischen Erstligisten SIG Straßburg an. Mit 17,2 Punkten je Begegnung stand Jefferson in der Korbjägerliste der LNB ProA auf dem dritten Platz, verpasste die Schlussphase des Spieljahres 2020/21 jedoch wegen einer Verletzung. Sein dritter Verein in Frankreich wurde 2021 Élan Béarnais Pau-Lacq-Orthez. Er war in der Hauptrunde der Spielzeit 2021/22 der beste Korbschütze der französischen Liga (18,2 Punkte je Begegnung).
Im Sommer 2022 nahm Jefferson ein Angebot der Tianjin Pioneers aus der Volksrepublik China an. Für Tianjin erzielte er einen Mittelwert von 18,6 Punkten je Begegnung. Im August 2023 wurde seine Verpflichtung durch einen weiteren chinesischen Verein, die Shanxi Loongs, vermeldet. Jefferson kam für Shanxi letztlich aber nicht zum Einsatz. Ende Dezember 2023 wurde er von Dinamo Basket Sassari unter Vertrag genommen.